# Crypsicometa ochracea
Crypsicometa ochracea là một loài bướm đêm trong họ Geometridae.